# Yvon Kalambayi Ngoie
Yvon Kalambayi est un footballeur et entraîneur congolais.

## Biographie
L’ailier quitte le terrain sur une civière. Sa blessure est tellement grave qu’Il ne va plus remonter sur un terrain de foot ni connaître la joie de marquer. Pourtant Castella comme l’appelle le public de Moscou n’abandonne pas définitivement le football qui est sa passion. Il devient entraîneur et donne à V. Club son unique titre continental en 1973.
En 1973, il gagne la Coupe d'Afrique des clubs champions, et dans les années 1980, il est l'entraîneur de l'équipe du Zaïre.

## Palmarès
| AS Vita Club - Championnat de République démocratique du Congo (4) : - Champion : 1970, 1971, 1972 et 1973. - Coupe de république démocratique du Congo (3) : - Vainqueur : 1971, 1972 et 1973. |  | - Coupe d'Afrique des clubs champions (1) : - Vainqueur : 1973. |